# Landrais
Landrais ist eine französische Gemeinde mit 798 Einwohnern (Stand: 1. Januar 2022) im Département Charente-Maritime in der Region Nouvelle-Aquitaine; sie gehört zum Arrondissement Rochefort und ist Teil des Kantons Surgères. Die Einwohner werden Landraisiens genannt.

## Geographie
Landrais liegt etwa 30 Kilometer ostsüdöstlich von La Rochelle in der historischen Region Aunis. Der Fluss Devise begrenzt die Gemeinde im Südosten. Umgeben wird Landrais von den Nachbargemeinden Forges im Norden und Nordwesten, Saint-Pierre-la-Noue im Norden und Osten, Muron im Süden und Südosten, Ardillières im Süden und Südwesten, Ciré-d’Aunis im Südwesten sowie Le Thou im Westen.

## Bevölkerungsentwicklung
| Jahr                      | 1962 | 1968 | 1975 | 1982 | 1990 | 1999 | 2006 | 2012 |
| Einwohner                 | 496  | 480  | 477  | 459  | 474  | 526  | 612  | 746  |
| Quelle: Cassini und INSEE |      |      |      |      |      |      |      |      |

## Sehenswürdigkeiten
Siehe auch: Liste der Monuments historiques in Landrais

Kirche Saint-Pierre

- Kirche Saint-Pierre